# فهرست فانوس‌های دریایی در ایران
این صفحه حاوی فهرستی از فانوس‌های دریایی در ایران است.

## فانوس‌های دریایی
| نام                                      | تصویر | سال ساخت    | موقعیت و مختصات                                                                          | کلاس فانوس           | ارتفاع کانونی     | شمارهٔ ان‌جی‌ای | شمارهٔ دریاسالاری | برد به مایل دریایی |
| ---------------------------------------- | ----- | ----------- | ---------------------------------------------------------------------------------------- | -------------------- | ----------------- | ------------ | ---------------- | ------------------ |
| فانوس ابوموسی                            | تصویر | ن/م         | جزیره ابوموسی ۲۵°۵۳′۰۶٫۵″ شمالی ۵۵°۰۲′۰۲٫۲″ شرقی / ۲۵٫۸۸۵۱۳۹°شمالی ۵۵٫۰۳۳۹۴۴°شرقی        | اف‌ال دبلیو ۸اس.      | ۱۳۰ متر (۴۳۰ فوت) | ۲۸۷۴۴        | دی۷۷۰۶           | ۹                  |
| فانوس موج‌شکن شرقی امیرآباد               |       | ن/م         | امیرآباد ۳۶°۵۱′۴۳٫۰″ شمالی ۵۳°۲۲′۲۳٫۵″ شرقی / ۳۶٫۸۶۱۹۴۴°شمالی ۵۳٫۳۷۳۱۹۴°شرقی             | ن/م                  | ۱۲ متر (۳۹ فوت)   | ن/م          | ن/م              | ن/م                |
| فانوس موج‌شکن غربی امیرآباد               |       | ن/م         | امیرآباد ۳۶°۵۱′۵۲٫۱″ شمالی ۵۳°۲۲′۲۴٫۴″ شرقی / ۳۶٫۸۶۴۴۷۲°شمالی ۵۳٫۳۷۳۴۴۴°شرقی             | ن/م                  | ن/م               | ن/م          | ن/م              | ن/م                |
| فانوس موج‌شکن انزلی                       |       | ن/م         | بندر انزلی ۳۷°۲۸′۵۵٫۵″ شمالی ۴۹°۲۷′۳۹٫۵″ شرقی / ۳۷٫۴۸۲۰۸۳°شمالی ۴۹٫۴۶۰۹۷۲°شرقی           | چراغ سبز             | ۱۲ متر (۳۹ فوت)   | ن/م          | ن/م              | ن/م                |
| فانوس پشتی محدودهٔ ورودی بندرعباس         |       | ن/م         | بندرعباس ۲۷°۰۹′۳۵٫۹″ شمالی ۵۶°۱۲′۱۵٫۵″ شرقی / ۲۷٫۱۵۹۹۷۲°شمالی ۵۶٫۲۰۴۳۰۶°شرقی             | ایزو دبلیو ۴اس.      | ن/م               | ۲۸۶۳۶        | اس۷۷۰۹٫۴۱        | ن/م                |
| فانوس دریایی بندر انزلی                  |       | ن/م         | بندر انزلی ۳۷°۲۸′۴۲٫۹″ شمالی ۴۹°۲۷′۲۸٫۹″ شرقی / ۳۷٫۴۷۸۵۸۳°شمالی ۴۹٫۴۵۸۰۲۸°شرقی           | ن/م                  | ۵۰ متر (۱۶۰ فوت)  | ن/م          | ن/م              | ن/م                |
| فانوس دریایی بندرگز                      |       | ن/م         | بندرگز ۳۶°۴۷′۰۰٫۲″ شمالی ۵۳°۵۶′۴۵٫۱″ شرقی / ۳۶٫۷۸۳۳۸۹°شمالی ۵۳٫۹۴۵۸۶۱°شرقی               | اف دبلیو             | ۳۰ متر (۹۸ فوت)   | ن/م          | ن/م              | ن/م                |
| فانوس موج‌شکن شرقی بندر شهید رجایی        | تصویر | ن/م         | بندرعباس ۲۷°۰۵′۲۳٫۶″ شمالی ۵۶°۰۴′۲۱٫۶″ شرقی / ۲۷٫۰۸۹۸۸۹°شمالی ۵۶٫۰۷۲۶۶۷°شرقی             | اف‌ال جی ۵اس.         | ن/م               | ۲۸۶۴۸        | دی۷۷۰۸           | ن/م                |
| فانوس جلویی محدودهٔ ورودی بندر شهید رجایی |       | ن/م         | بندرعباس ۲۷°۰۵′۴۲٫۵″ شمالی ۵۶°۰۲′۲۵٫۴″ شرقی / ۲۷٫۰۹۵۱۳۹°شمالی ۵۶٫۰۴۰۳۸۹°شرقی             | اوسی دبلیو ۴اس.      | ۲۴ متر (۷۹ فوت)   | ۲۸۶۴۷        | دی۷۷۰۷           | ۱۲                 |
| فانوس پشتی محدودهٔ ورودی بند شهید رجایی   |       | ن/م         | بندرعباس ۲۷°۰۵′۵۹٫۱″ شمالی ۵۶°۰۱′۱۲٫۱″ شرقی / ۲۷٫۰۹۹۷۵۰°شمالی ۵۶٫۰۲۰۰۲۸°شرقی             | اوسی دبلیو ۴اس.      | ۴۴ متر (۱۴۴ فوت)  | ۲۸۶۴۷٫۱      | دی۷۷۰۷٫۱         | ۱۲                 |
| فانوس موج‌شکن غربی بندر شهید رجایی        |       | ن/م         | بندرعباس ۲۷°۰۵′۱۲٫۳″ شمالی ۵۶°۰۴′۱۰٫۰″ شرقی / ۲۷٫۰۸۶۷۵۰°شمالی ۵۶٫۰۶۹۴۴۴°شرقی             | اف‌ال آر ۵اس.         | ن/م               | ۲۸۶۵۲        | دی۷۷۰۸٫۲         | ن/م                |
| فانوس دریایی بندر سیریک                  |       | ن/م         | سیریک ۲۶°۲۹′۵۹٫۸″ شمالی ۵۷°۰۴′۴۵٫۵″ شرقی / ۲۶٫۴۹۹۹۴۴°شمالی ۵۷٫۰۷۹۳۰۶°شرقی                | اف‌ال (۳) دبلیو ۲۰اس. | ۳۸ متر (۱۲۵ فوت)  | ۲۸۵۴۸        | دی۷۷۱۱           | ۲۸                 |
| فانوس دریایی چابهار                      |       | ۲۰۰۸        | چابهار ۲۵°۱۷′۱۰٫۰″ شمالی ۶۰°۳۶′۳۷٫۴″ شرقی / ۲۵٫۲۸۶۱۱۱°شمالی ۶۰٫۶۱۰۳۸۹°شرقی               | اف‌ال (۳) دبلیو ۶اس.  | ۳۸ متر (۱۲۵ فوت)  | ۲۸۵۳۳        | دی۷۷۲۰٫۲         | ۷                  |
| فانوس دریایی ترمینال هرمزگان             |       | ن/م         | بندرعباس ۲۷°۰۷′۱۹٫۶″ شمالی ۵۶°۰۵′۲۷٫۹″ شرقی / ۲۷٫۱۲۲۱۱۱°شمالی ۵۶٫۰۹۱۰۸۳°شرقی             | ایزو دبلیوآرجی ۲اس.  | ۳۳ متر (۱۰۸ فوت)  | ۲۸۶۴۷٫۵      | دی۷۷۰۷٫۵         | ۱۵                 |
| فانوس دریایی جاسک                        |       | تخمینی ۱۹۱۴ | بندر جاسک ۲۵°۳۸′۱۱٫۴″ شمالی ۵۷°۴۵′۵۱٫۵″ شرقی / ۲۵٫۶۳۶۵۰۰°شمالی ۵۷٫۷۶۴۳۰۶°شرقی            | اف‌ال (۲) دبلیو ۱۵اس. | ۳۲ متر (۱۰۵ فوت)  | ۲۸۵۴۰        | دی۷۷۱۳           | ۱۲                 |
| فانوس دریایی جزیرهٔ بنی‌فرور               |       | ن/م         | جزیرهٔ فرور ۲۶°۰۷′۰۵٫۷″ شمالی ۵۴°۲۶′۴۳٫۹″ شرقی / ۲۶٫۱۱۸۲۵۰°شمالی ۵۴٫۴۴۵۵۲۸°شرقی           | اف‌ال دبلیو ۵اس.      | ۴۴ متر (۱۴۴ فوت)  | ۲۸۷۷۲        | دی۷۶۹۶           | ۸                  |
| فانوس دریایی جزیرهٔ فرور                  |       | ن/م         | جزیرهٔ فرور ۲۶°۱۷′۳۳٫۵″ شمالی ۵۴°۳۰′۰۶٫۴″ شرقی / ۲۶٫۲۹۲۶۳۹°شمالی ۵۴٫۵۰۱۷۷۸°شرقی           | اف‌ال دبلیو ۵اس.      | ۴۴ متر (۱۴۴ فوت)  | ۲۸۷۶۸        | دی۷۶۹۵           | ۸                  |
| فانوس دریایی جزیرهٔ فارسی                 |       | حدود ۱۹۴۷   | جزیرهٔ فارسی ۲۷°۵۹′۳۰٫۰″ شمالی ۵۰°۱۰′۱۸٫۰″ شرقی / ۲۷٫۹۹۱۶۶۷°شمالی ۵۰٫۱۷۱۶۶۷°شرقی (ان‌جی‌ای) | اف‌ال دبلیو ۱۵اس.     | ۲۸ متر (۹۲ فوت)   | ۲۹۳۶۴        | دی۷۴۵۵           | ۱۶                 |
| فانوس دریایی جزیرهٔ هندرابی               |       | ن/م         | جزیرهٔ هندرابی ۲۶°۴۰′۱۳٫۷″ شمالی ۵۳°۳۸′۳۷٫۷″ شرقی / ۲۶٫۶۷۰۴۷۲°شمالی ۵۳٫۶۴۳۸۰۶°شرقی        | اف‌ال (۳) دبلیو ۱۰اس. | ۵۸ متر (۱۹۰ فوت)  | ۲۸۸۰۸        | دی۷۶۹۱           | ۱۰                 |
| فانوس دریایی جزیرهٔ هنگام                 | تصویر | ن/م         | جزیرهٔ هنگام ۲۶°۳۶′۴۲٫۶″ شمالی ۵۵°۵۱′۴۶٫۳″ شرقی / ۲۶٫۶۱۱۸۳۳°شمالی ۵۵٫۸۶۲۸۶۱°شرقی          | اف‌ال دبلیو ۱۰اس.     | ۳۷ متر (۱۲۱ فوت)  | ۲۸۶۸۴        | دی۷۳۳۹           | ۱۲                 |
| فانوس دریایی جزیرهٔ خارگ                  |       | ن/م         | جزیرهٔ خارگ ۲۹°۱۲′۵۰٫۵″ شمالی ۵۰°۱۹′۰۹٫۶″ شرقی / ۲۹٫۲۱۴۰۲۸°شمالی ۵۰٫۳۱۹۳۳۳°شرقی           | اف‌ال (۲) دبلیو ۱۲اس. | ۹۰ متر (۳۰۰ فوت)  | ۲۸۹۱۶        | دی۷۶۶۴٫۴         | ۱۷                 |
| فانوس دریایی جزیرهٔ خارگو                 |       | ن/م         | جزیره خارگو ۲۹°۲۰′۲۳٫۰″ شمالی ۵۰°۲۱′۱۵٫۶″ شرقی / ۲۹٫۳۳۹۷۲۲°شمالی ۵۰٫۳۵۴۳۳۳°شرقی          | اف‌ال (۳) دبلیو ۱۰اس. | ۱۸ متر (۵۹ فوت)   | ۲۸۹۴۸        | دی۷۶۶۳           | ۱۰                 |
| فانوس دریایی جزیره کیش                   |       | ن/م         | جزیره کیش ۲۶°۳۰′۳۵٫۷″ شمالی ۵۳°۵۸′۴۸٫۶″ شرقی / ۲۶٫۵۰۹۹۱۷°شمالی ۵۳٫۹۸۰۱۶۷°شرقی            | اف‌ال (۳) دبلیو ۷اس.  | ۳۹ متر (۱۲۸ فوت)  | ۲۸۷۹۲        | دی۷۶۸۲           | ۱۵                 |
| فانوس دریایی شمالی جزیره لارک            | تصویر | ۲۰۰۸        | جزیره لارک ۲۶°۵۳′۱۵٫۸″ شمالی ۵۶°۲۱′۲۱٫۰″ شرقی / ۲۶٫۸۸۷۷۲۲°شمالی ۵۶٫۳۵۵۸۳۳°شرقی           | اف‌ال (۲) دبلیو ۱۰اس. | ۴۰ متر (۱۳۰ فوت)  | ۲۸۶۶۹        | دی۷۳۳۷٫۵         | ۱۸                 |
| فانوس دریایی جزیرهٔ لاوان                 |       | ن/م         | جزیرهٔ لاوان ۲۶°۴۸′۰۹٫۱″ شمالی ۵۳°۲۱′۲۵٫۲″ شرقی / ۲۶٫۸۰۲۵۲۸°شمالی ۵۳٫۳۵۷۰۰۰°شرقی          | اف‌ال (۳) دبلیو ۱۲اس. | ۵۴ متر (۱۷۷ فوت)  | ۲۸۸۱۶        | دی۷۶۸۵           | ۱۵                 |
| فانوس دریایی جزیرهٔ شیدور                 |       | ن/م         | جزیرهٔ شیدور ۲۶°۴۷′۳۹٫۶″ شمالی ۵۳°۲۴′۱۲٫۱″ شرقی / ۲۶٫۷۹۴۳۳۳°شمالی ۵۳٫۴۰۳۳۶۱°شرقی          | اف‌ال (۲) دبلیو ۱۰اس. | ن/م               | ۲۸۸۶۴        | دی۷۶۸۸           | ۱۰                 |
| فانوس دریایی جزیرهٔ سیری                  |       | ن/م         | جزیرهٔ سیری ۲۵°۵۴′۱۹٫۴″ شمالی ۵۴°۳۳′۰۴٫۹″ شرقی / ۲۵٫۹۰۵۳۸۹°شمالی ۵۴٫۵۵۱۳۶۱°شرقی           | اف‌ال (۳) دبلیو ۱۵اس. | ۳۰ متر (۹۸ فوت)   | ۲۸۷۷۶        | دی۷۶۹۷           | ۱۰                 |
| فانوس دریایی کلانتری                     | تصویر | ۲۰۰۸        | چابهار ۲۸°۱۸′۵۲٫۹″ شمالی ۶۰°۳۶′۵۱٫۸″ شرقی / ۲۸٫۳۱۴۶۹۴°شمالی ۶۰٫۶۱۴۳۸۹°شرقی               | اف‌ال (۴) جی ۷اس.     | ۹ متر (۳۰ فوت)    | ۲۸۵۳۴        | دی۷۷۲۳           | ۷                  |
| فانوس دریایی کری                         | تصویر | ن/م         | کری ۲۸°۲۵′۰۷٫۲″ شمالی ۵۱°۰۸′۰۶٫۳″ شرقی / ۲۸٫۴۱۸۶۶۷°شمالی ۵۱٫۱۳۵۰۸۳°شرقی                  | اف‌ال دبلیو ۵اس.      | ۳۰ متر (۹۸ فوت)   | ۲۸۹۰۰        | دی۷۶۷۴           | ۱۰                 |
| فانوس دریایی کوه مبارک                   |       | ن/م         | مغ قنبره کوه مبارک ۲۵°۴۹′۵۱٫۲″ شمالی ۵۷°۱۹′۱۱٫۸″ شرقی / ۲۵٫۸۳۰۸۸۹°شمالی ۵۷٫۳۱۹۹۴۴°شرقی   | اف‌ال دبلیو ۱۰اس.     | ۴۵ متر (۱۴۸ فوت)  | ۲۸۵۴۴        | دی۷۷۱۲           | ۱۸                 |
| فانوس دریایی نوشهر                       |       | ن/م         | نوشهر ۳۶°۳۹′۳۶٫۹″ شمالی ۵۱°۳۰′۳۵٫۷″ شرقی / ۳۶٫۶۶۰۲۵۰°شمالی ۵۱٫۵۰۹۹۱۷°شرقی                | ن/م                  | ۲۰ متر (۶۶ فوت)   | ن/م          | ن/م              | ن/م                |
| فانوس دریایی پسابندر                     |       | ن/م         | پسابندر ۲۵°۰۳′۴۷٫۱″ شمالی ۶۱°۲۵′۲۶٫۴″ شرقی / ۲۵٫۰۶۳۰۸۳°شمالی ۶۱٫۴۲۴۰۰۰°شرقی              | اف‌ال (۲) دبلیو ۱۵اس. | ۱۵ متر (۴۹ فوت)   | ۲۸۵۲۶        | دی۷۷۲۵           | ۱۲                 |
| فانوس دریایی رأس بستانه                  |       | ن/م         | بستانه ۲۶°۳۰′۰۳٫۰″ شمالی ۵۴°۳۷′۱۹٫۲″ شرقی / ۲۶٫۵۰۰۸۳۳°شمالی ۵۴٫۶۲۲۰۰۰°شرقی               | اف‌ال دبلیو ۱۰اس.     | ۲۹ متر (۹۵ فوت)   | ۲۸۷۶۴        | دی۷۶۹۸           | ۱۰                 |
| فانوس دریایی رأس دستکان                  |       | ن/م         | قشم ۲۶°۳۲′۲۰٫۴″ شمالی ۵۵°۱۷′۲۵٫۳″ شرقی / ۲۶٫۵۳۹۰۰۰°شمالی ۵۵٫۲۹۰۳۶۱°شرقی                  | اف‌ال (۳) دبلیو ۱۲اس. | ۱۲ متر (۳۹ فوت)   | ۲۸۷۳۲        | دی۷۷۰۰           | ۷                  |
| فانوس دریایی رأس نایبند                  |       | ن/م         | استان بوشهر ۲۷°۲۳′۲۲٫۸″ شمالی ۵۲°۳۴′۴۲٫۷″ شرقی / ۲۷٫۳۸۹۶۶۷°شمالی ۵۲٫۵۷۸۵۲۸°شرقی          | اف‌ال دبلیو ۵اس.      | ۲۹ متر (۹۵ فوت)   | ۲۸۸۸۰        | دی۷۶۸۰           | ۱۵                 |
| فانوس دریایی رأس‌الشت                     |       | ۲۰۱۱        | حسن نظام ۲۹°۰۸′۴۲٫۰″ شمالی ۵۰°۴۹′۳۶٫۰″ شرقی / ۲۹٫۱۴۵۰۰۰°شمالی ۵۰٫۸۲۶۶۶۷°شرقی             | اف‌ال دبلیو ۶اس.      | ۲۱ متر (۶۹ فوت)   | ۲۸۹۰۲        | دی۷۶۷۰٫۵         | ۱۸                 |
| فانوس دریایی شاه آلوم شول                |       | حدود ۲۰۰۸   | خلیج فارس ۲۶°۲۵′۲۴٫۰″ شمالی ۵۲°۲۹′۵۴٫۰″ شرقی / ۲۶٫۴۲۳۳۳۳°شمالی ۵۲٫۴۹۸۳۳۳°شرقی            | اف‌ال (۲) دبلیو ۶اس.  | ۳۰ متر (۹۸ فوت)   | ۲۸۸۷۶        | دی۷۶۸۳           | ۱۸                 |
| فانوس دریایی تنب بزرگ                    |       | ۱۹۱۲        | تنب بزرگ ۲۶°۱۶′۱۵٫۵″ شمالی ۵۵°۱۷′۵۸٫۸″ شرقی / ۲۶٫۲۷۰۹۷۲°شمالی ۵۵٫۲۹۹۶۶۷°شرقی             | اف‌ال دبلیو ۱۰اس.     | ۷۵ متر (۲۴۶ فوت)  | ۲۸۷۲۴        | دی۷۷۰۳           | ۱۸                 |
| فانوس دریایی تنب کوچک                    |       | ن/م         | تنب کوچک ۲۶°۱۴′۵۰٫۲″ شمالی ۵۵°۰۸′۲۳٫۹″ شرقی / ۲۶٫۲۴۷۲۷۸°شمالی ۵۵٫۱۳۹۹۷۲°شرقی             | اف‌ال دبلیو ۱۰اس.     | ۲۵ متر (۸۲ فوت)   | ۲۸۷۴۰        | دی۷۷۰۴           | ۱۲                 |